# Église Notre-Dame-de-l'Assomption de Mimizan
L’église Notre-Dame-de-l’Assomption est un lieu de culte catholique se situant à Mimizan-Bourg, dans le département français des Landes. Elle est l'une des deux églises ouvertes au culte de la commune, l'autre étant l'église Notre-Dame des Dunes, à Mimizan-Plage.

## Origines
La construction de l'église Notre-Dame-de-l'Assomption de Mimizan et ses modalités de financement sont décidées en 1879. L'édification de cette nouvelle église est jugée nécessaire afin de remplacer l'ancienne église Sainte-Marie, trop vétuste pour faire l'objet de réparations.
Le don de deux parcelles de terrain dédiées au projet en mars 1887 ainsi que de divers bâtiments et d'une place publique par Madame Marrast, née Texoères, de la famille d'un ancien maire de la commune, accélère le processus et les travaux commencent la même année. L'édifice est achevé et consacré par l’évêque d’Aire et de Dax le 3 mai 1891.
La destruction des parties endommagées de la vieille église Sainte-Marie, conseillée en 1887 par l'architecte départemental Érasme Maumen, est finalement réalisée entre 1898 et mars 1899 par l'architecte Cloüet. Il n'est reste plus de nos jours que le clocher-porche.

## Présentation
Le maître-autel, acheté par la commune, est construit en 1893 par le marbrier toulousain J. Guiraud. Fait de marbre blanc et rouge, de laiton doré et de bois, il est de style néoclassique et représente la Cène. Le tabernacle est doté d’une porte en laiton doré à ferrures décoratives, flanqué de colonnettes de marbre rouge de différentes tailles. Au-dessus de lui se présente un Agneau mystique en bas-relief. Le dais d'exposition est orné d'arcatures brisées. Il est couronné d'une flèche, ornée de crochets feuilletés et d'une croix.
La chaire est de style néogothique et date des années 1890-1895. Sur le panneau frontal figurent saint Pierre avec les clefs, saint Marc, symbolisé par le lion et saint Jean, par un aigle. Sur le dorsal figure en bas relief rapporté le Sacré-Cœur de Jésus. Les deux confessionnaux sont également de style néogothique et datent de la fin du XIXe siècle.
Le tableau commémoratif des morts de la première guerre mondiale date de 1920. Fait de marbre blanc, il montre des drapeaux croisés, des rameaux d'olivier, un casque, une croix de la Légion d'honneur, un aumônier militaire exhortant un soldat mourant, un marin et un fantassin et deux anges en prière devant la croix.
Parmi les différentes statues intérieures se trouve une statue grandeur nature de 1,75 mètre de la Vierge à l’enfant du XVIIIe siècle en bois taillé peint polychrome, provenant de la vieille église. Présentant un visage aux traits larges et frustes, la Vierge porte un manteau au drapé savant, orné de motifs gravés de fleurs et palmes en parure. Parmi les autres statues en plâtre polychrome datant de la fin du XIXe siècle, se trouvent celles de saint Joseph et l'Enfant-Jésus, un Sacré-Cœur (Christ debout sur le globe, les pieds posés sur la carte de France), sainte Thérèse de l'Enfant-Jésus, saint Antoine de Padoue. La statue de la bienheureuse Jeanne d'Arc date des années 1910-1920.
Les peintures murales du chœur sont datées de 1902 et signées du peintre décorateur bordelais Millet.
Le chœur déploie la voûte étoilée, dans un registre de tentures rouges et or avec des motifs de paons affrontés et de rinceaux. Il décline les litanies de la sainte Vierge en médaillons symboliques ornés de trois roses, d'un bateau à voile (au nord), d'une étoile, d'une ancre (au sud) et de fleurs de lys.
Les grands vitraux du chœur datent de 1889 et sont l'œuvre de Gustave-Pierre Dagrand, de Bordeaux. Ils représentent, au centre, l'Assomption de Marie, à gauche, la naissance de la Vierge, à droite, l'Annonciation.
Dans le collatéral nord, verrières historiées du même Dagrand, se présentent, en partant de la chapelle de la Vierge, l'apparition du Sacré-Cœur de Jésus à sainte Marguerite-Marie Alacoque, saint Michel terrassant le dragon, saint Pierre, un oculus quadrilobé aux armoiries de Léon XIII, pape de 1878 à 1903, avec clés et tiare, saint Galactoire, évêque martyr de Lescar dont la tradition dit qu'il est mort à Mimizan, saint Dominique de Guzmán, sainte Thérèse d'Avila. Dans la chapelle nord ouest des fonts baptismaux, le baptême du Christ. De l'autre côté, dans la chapelle sud-ouest, est représenté « saint Benoît Labre traversant les Alpes », daté de 1890 et signé GP Dagrand de Bordeaux.
Suivent dans le collatéral sud sainte Quitterie, saint François d'Assise, saint Vincent de Paul et deux enfants, un oculus quadrilobé aux armoiries de Victor Delannoy, évêque d'Aire de 1876 à 1905, puis saint Paul de Tarse, l'ange gardien avec un enfant et dans la chapelle du Saint Sacrement, le vitrail de la mort de saint Joseph, avec la phrase : « Beati qui in Domino moriuntur »,.

## Seconde Guerre mondiale
Face à la progression des troupes allemandes au cours de la bataille de France, le général russe Anton Dénikine et sa femme Xenia Dénikine fuient Bourg-la-Reine et gagnent Mimizan au milieu du mois de mai 1940, dans le mouvement général d'exode. Ils font partie des 863 réfugiés que compte la commune à cette époque. Ils logent jusqu'au 30 juin 1943 dans une baraque près du pont Rouge enjambant le courant de Mimizan, puis dans une maison en dur près de l'église du bourg et du bureau de poste du 1er juillet 1943 au 29 avril 1945. Dans le carnet de notes où elle consigne au jour le jour sa vie de réfugiée de guerre, Xenia évoque à plusieurs reprises l'église du bourg à travers les événements suivants.
Les autorités interdisent toute manifestation ou tout rassemblement visant à célébrer la fête nationale le jour du 14 juillet 1943. A cela, Radio Londres diffuse une annonce demandant aux Français de sortir de chez eux à 19h45 et se promener en silence dans l'artère principale ou sur la place de leur commune. Ce jour-là, Xenia note qu'à Mimizan-Bourg, seuls deux « patriotes français » se sont promenés endimanchés sur la place de l'église, elle et son mari. Le 9 juin 1944, soit trois jours après le début du débarquement allié en Normandie, elle note que les Allemands interdisent de faire sonner les cloches, pour éviter d'envoyer par ce biais tout signal. Les cordes de l'église du bourg sont ainsi détachées et quatre soldats allemands occupent le clocher. Au moment du départ des derniers soldats allemands, deux cars réquisitionnés chargent sur la place de l'église tous ceux qui parviennent à trouver une place. Les tout derniers soldats, désœuvrés et découragés, quittent Mimizan le 24 août 1944. Dès le lendemain, 25 août 1944, l'heure de l'horloge de l'église est retardée d'une heure, repassant de l'heure allemande à laquelle elle avait été réglée le 3 juillet 1940 à l'heure française.

## Époque contemporaine
La tempête Amélie du 3 novembre 2019 entraîne une dégradation d'une partie de la toiture de l'église sans provoquer de blessés.

## Galerie

Intérieur
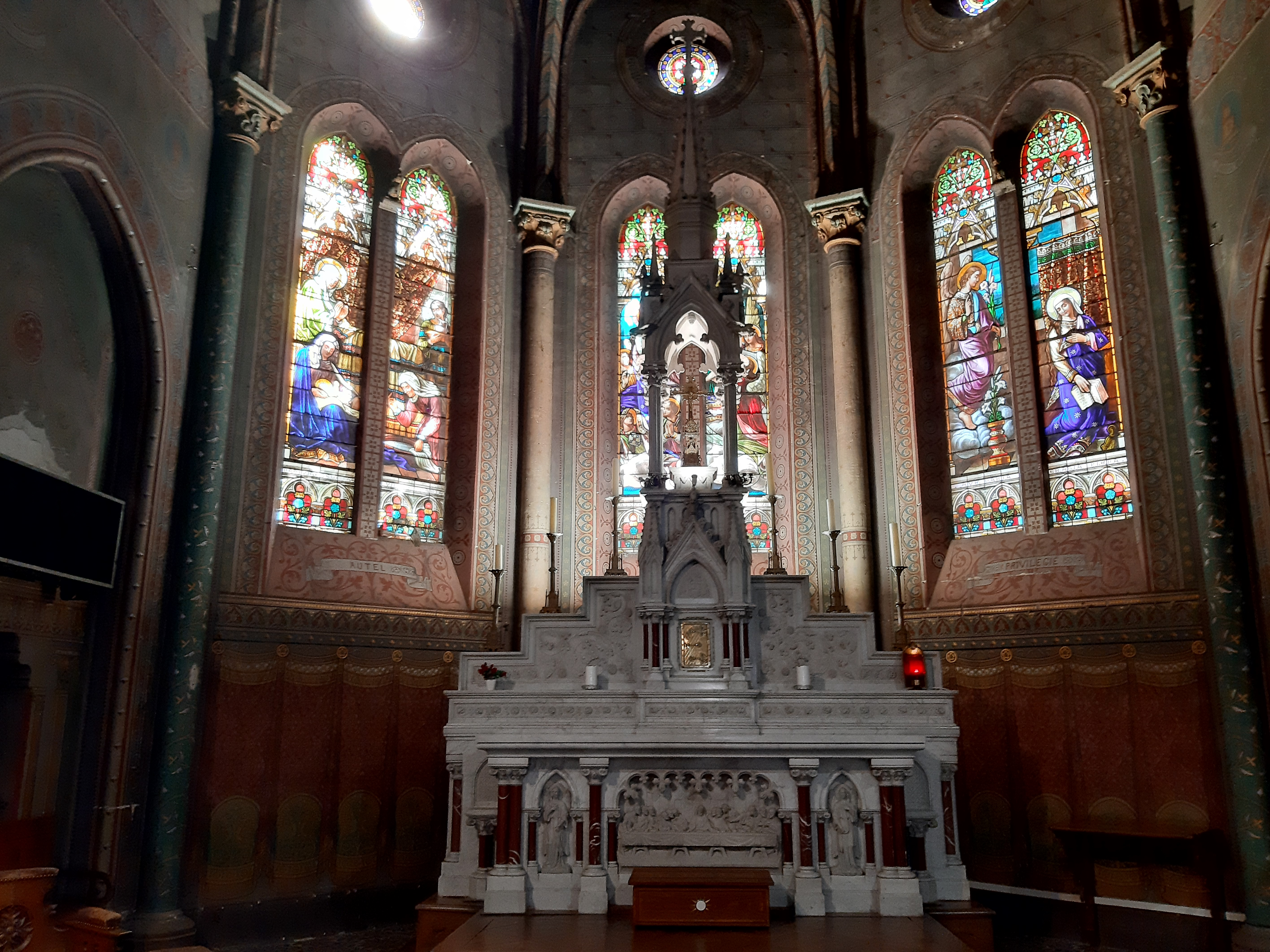
Choeur.
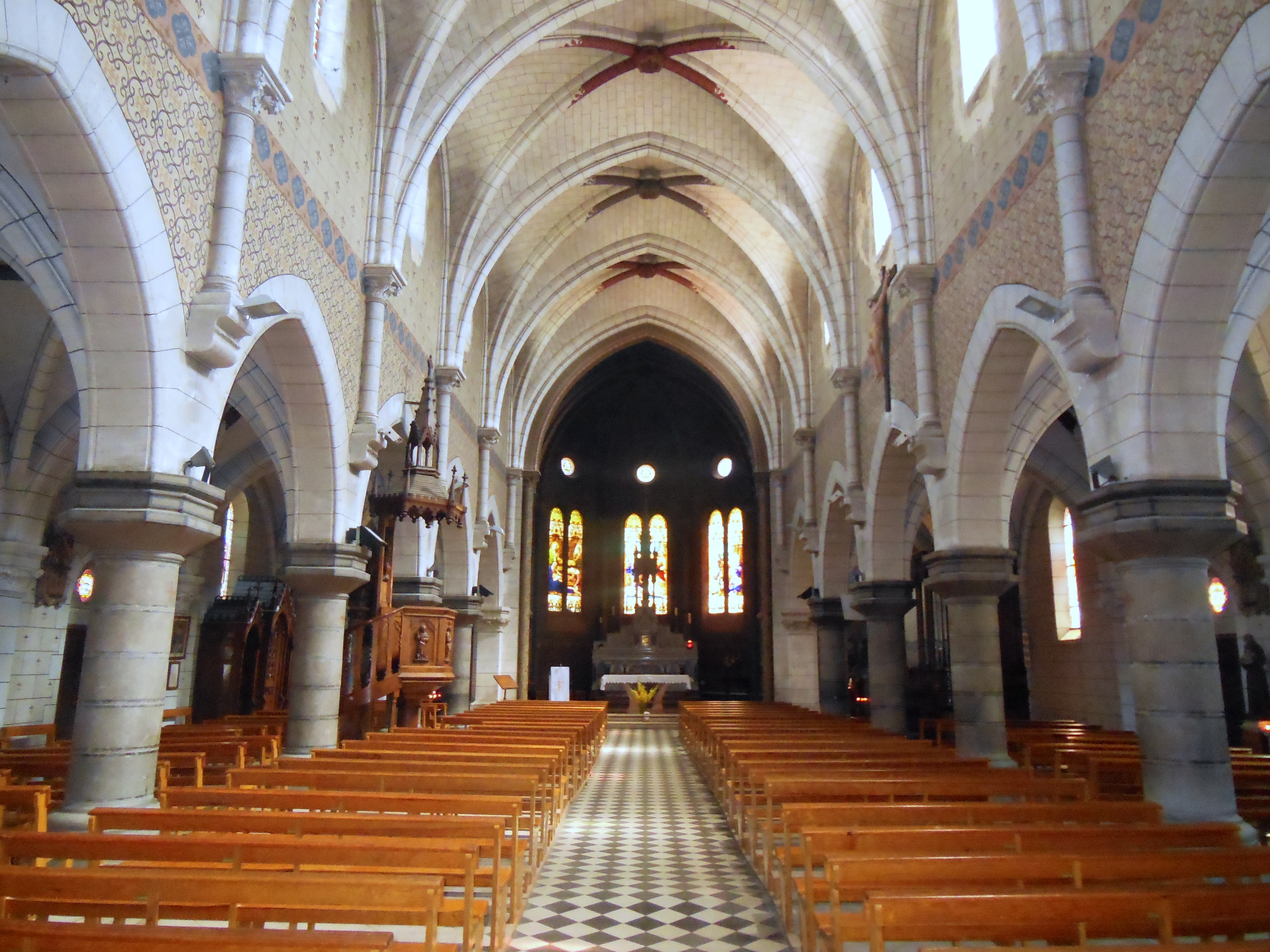
Nef.
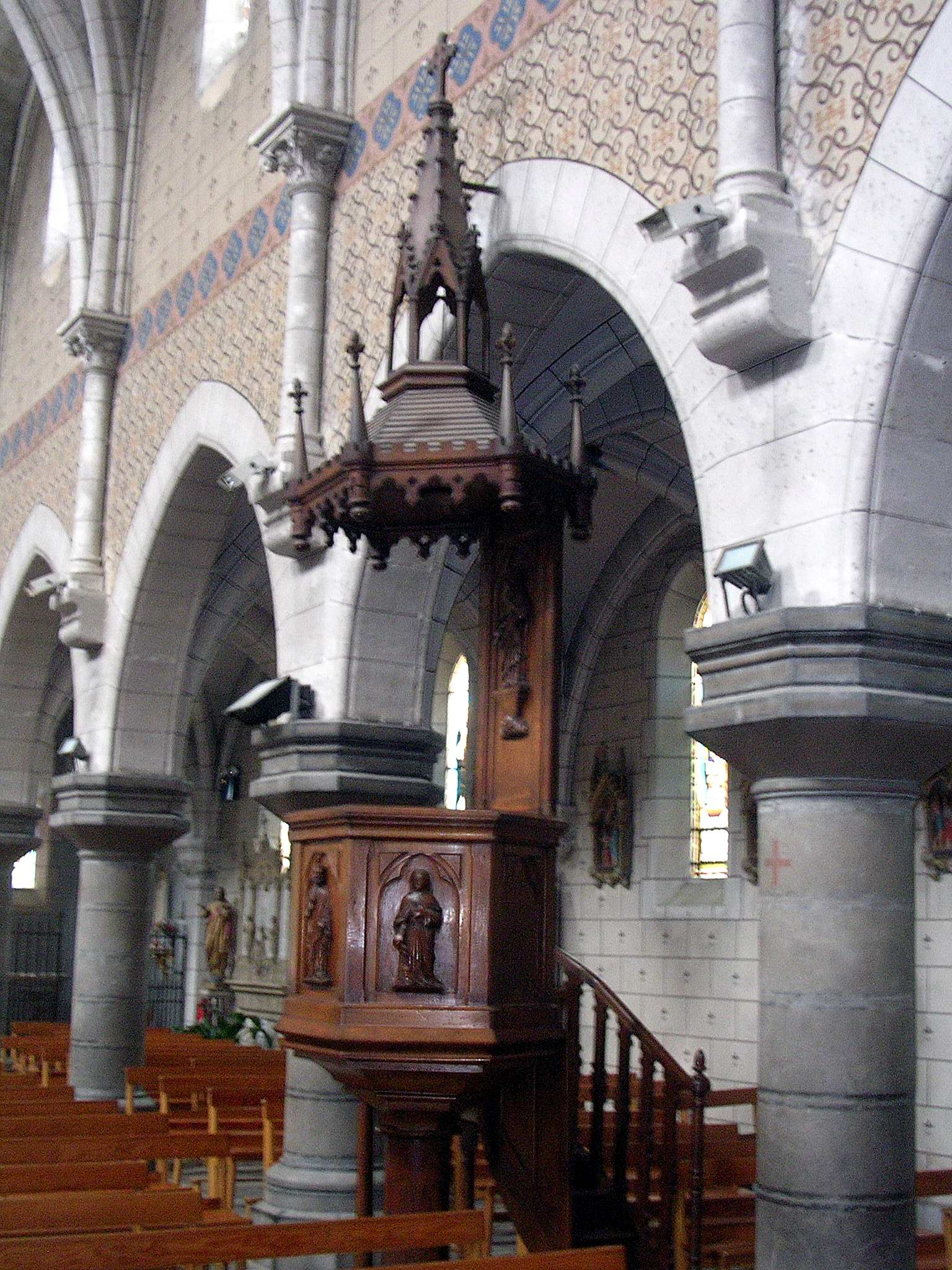
Chaire.

Vitraux
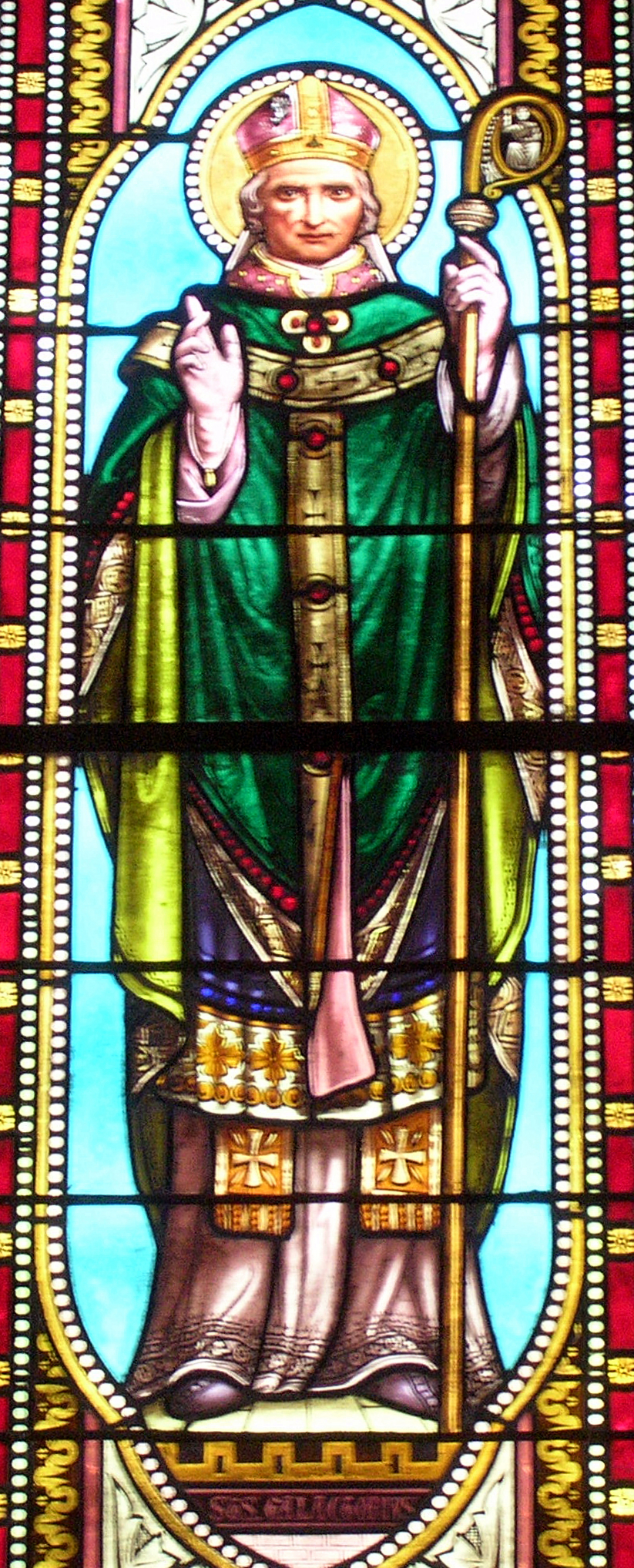
Vitrail de saint Galactoire.
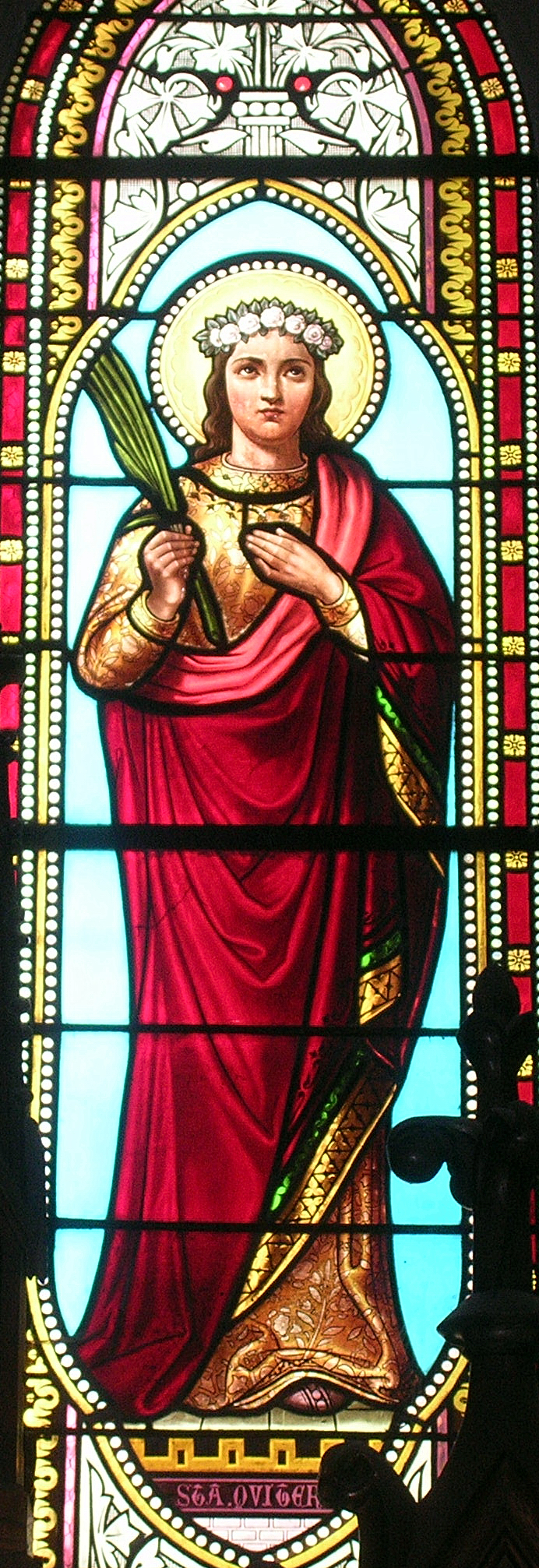
Vitrail de sainte Quitterie.

Statues
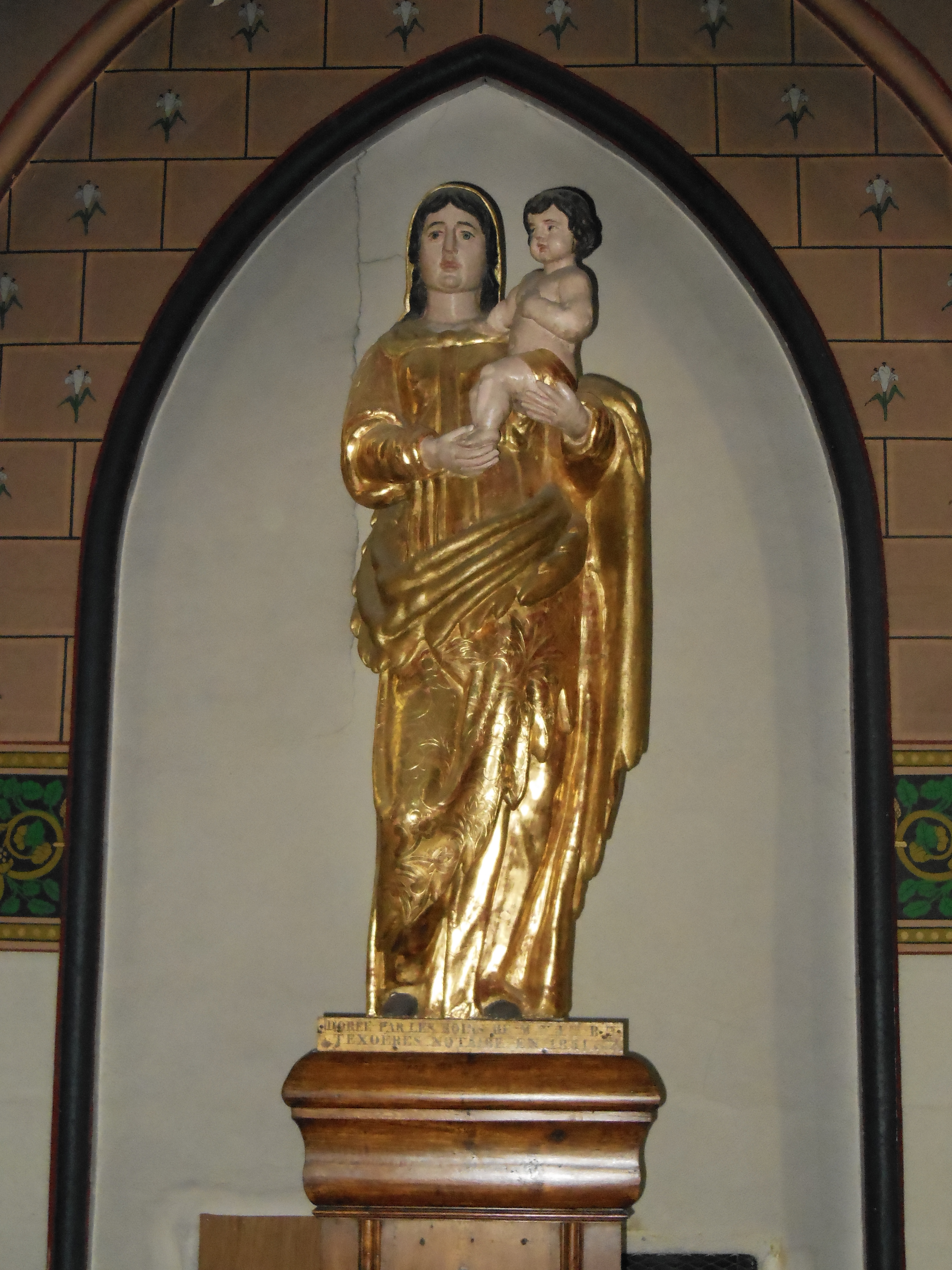
Vierge dorée.
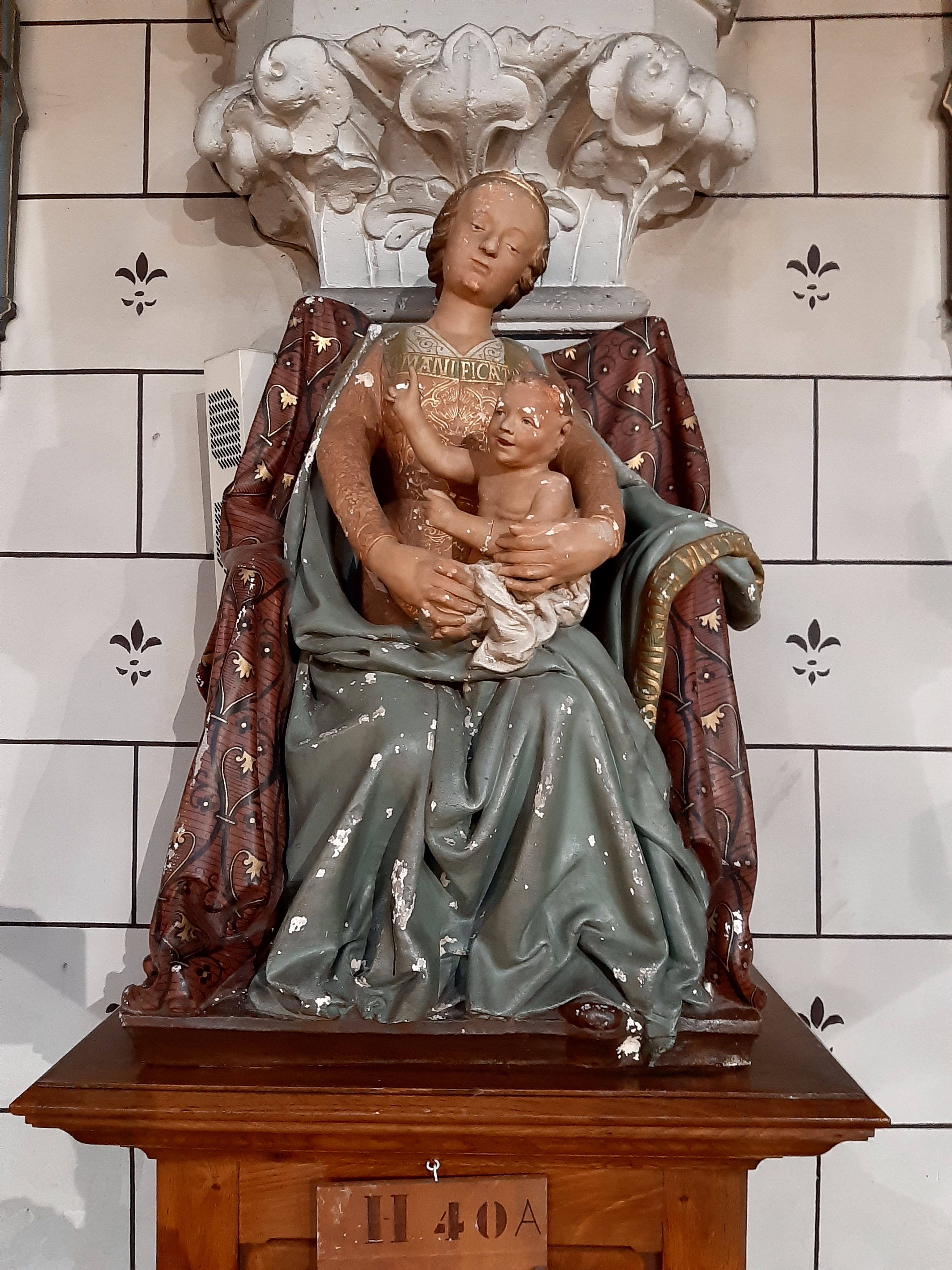
Notre-Dame de Buglose.

## Orgue de Mimizan

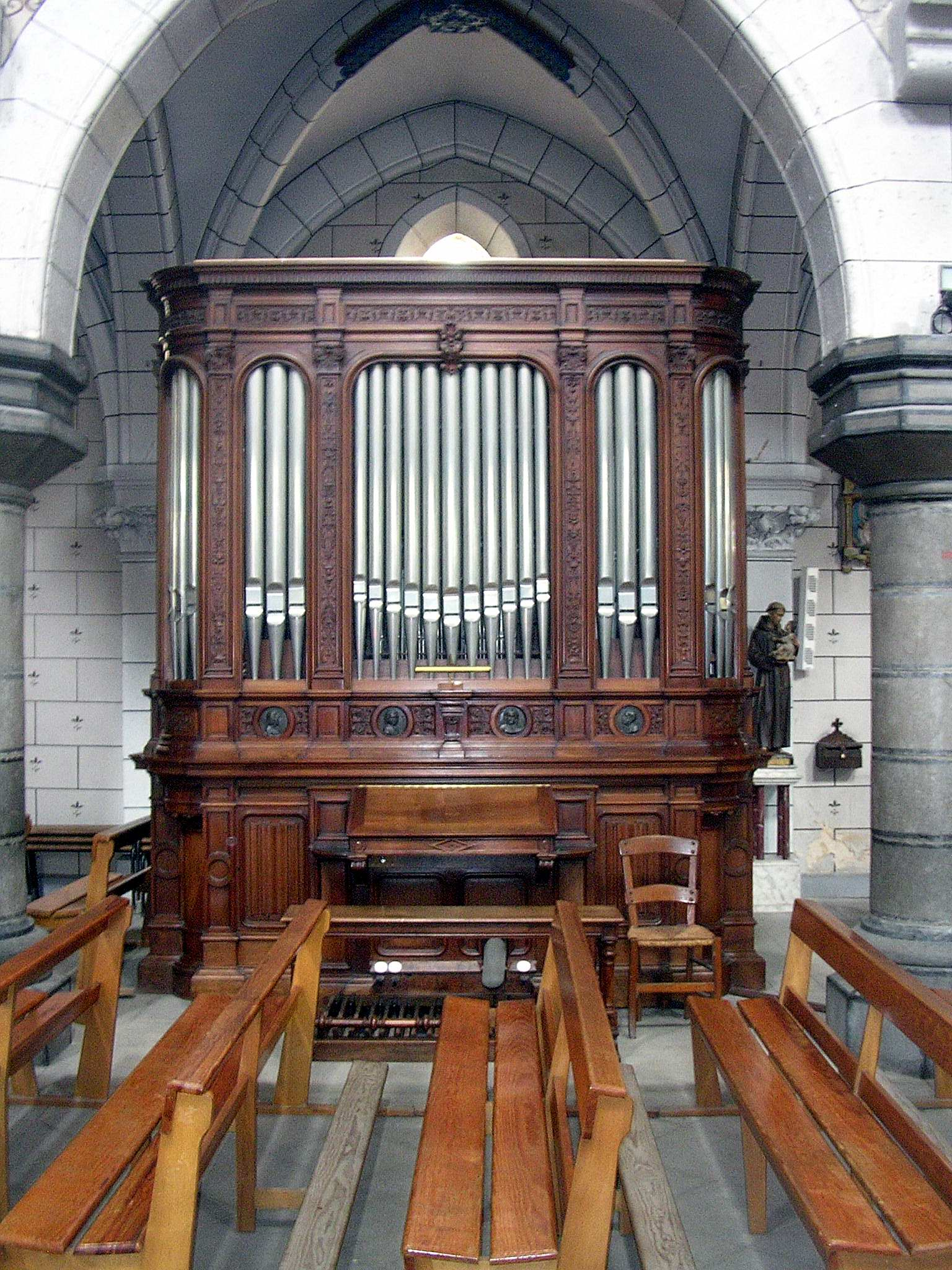
L'orgue de Mimizan

L'orgue symphonique de l'église est la propriété de l'association des Amis de l'orgue de Mimizan, fondée en novembre 2002, qui en fait l'acquisition en mars 2003.
Il est construit à l'origine en 1888 par le facteur d'orgue nantais Louis Debierre, sur commande de son premier propriétaire, monsieur Lasserre, demeurant à Châtellerault, dans le département de la Vienne. Cet orgue dit « de salon » est établi pour douze jeux. En 1899, la même société reprend l'instrument en faveur de monsieur Pennel, demeurant à Roubaix, dans le département du Nord. Le basson 8 du récit est transformé en basson musette 8. En 1920, l'instrument est acquis par Alexandre Cellier, organiste et compositeur français. En 1936, la fille d'Alexandre Cellier vend l'orgue à l'association diocésaine d'Aire-sur-l'Adour pour la chapelle du petit séminaire. En 2003, l'association des amis de l'orgue de Mimizan fait l'acquisition de l'instrument, qui est restauré par Robert Chauvin. Il est inauguré le 15 mai 2004 par Mgr Philippe Breton, évêque d'Aire et Dax.
Le buffet est de style Second Empire, les façades sont en noyer massif. L'entablement du soubassement est orné de quatre médaillons représentant Jean-Philippe Rameau, Jean-Sébastien Bach, Georg Friedrich Haendel et Camille Saint-Saëns. Le grand orgue et le récit sont sur le même plan. Tous les jeux sont en boîte expressive, sauf les tuyaux en façade et le salicional. L'instrument possède 840 tuyaux en étain dont quatre sont polyphones. Il comprend douze jeux, deux claviers de 56 notes, un pédalier de trente, deux tirasses, un accouplement et une pédale d'expression,.

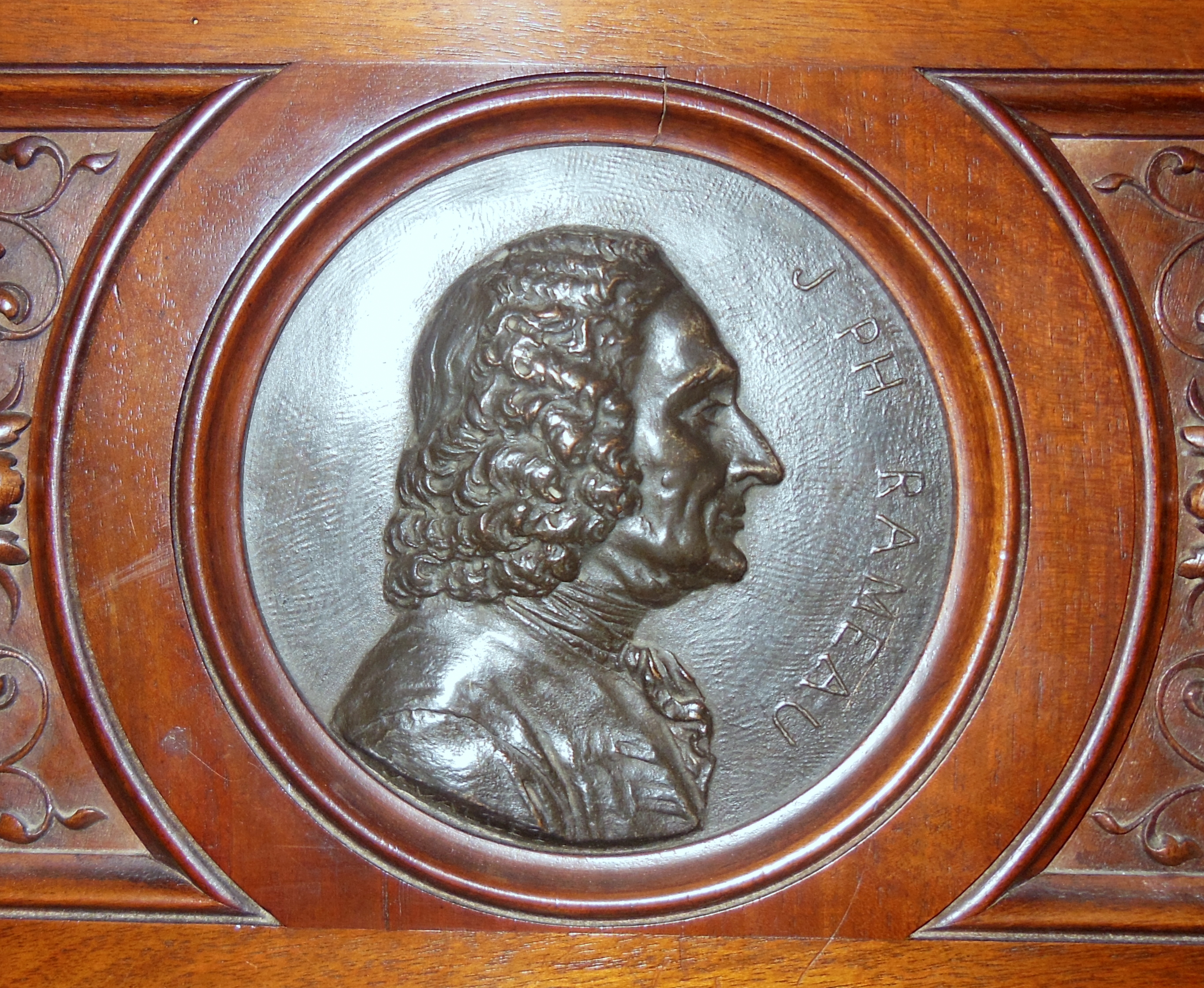
Jean-Philippe Rameau
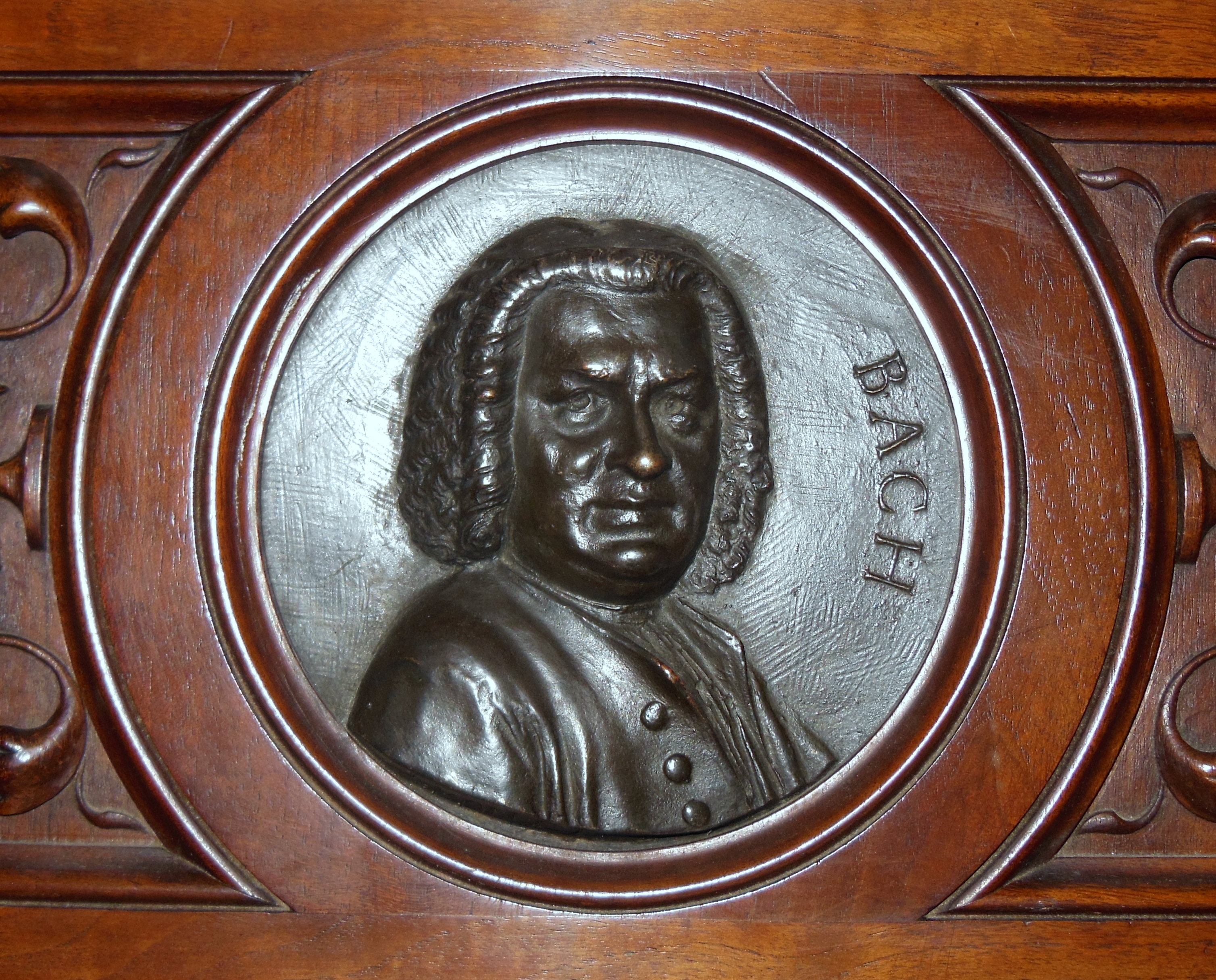
Jean-Sébastien Bach
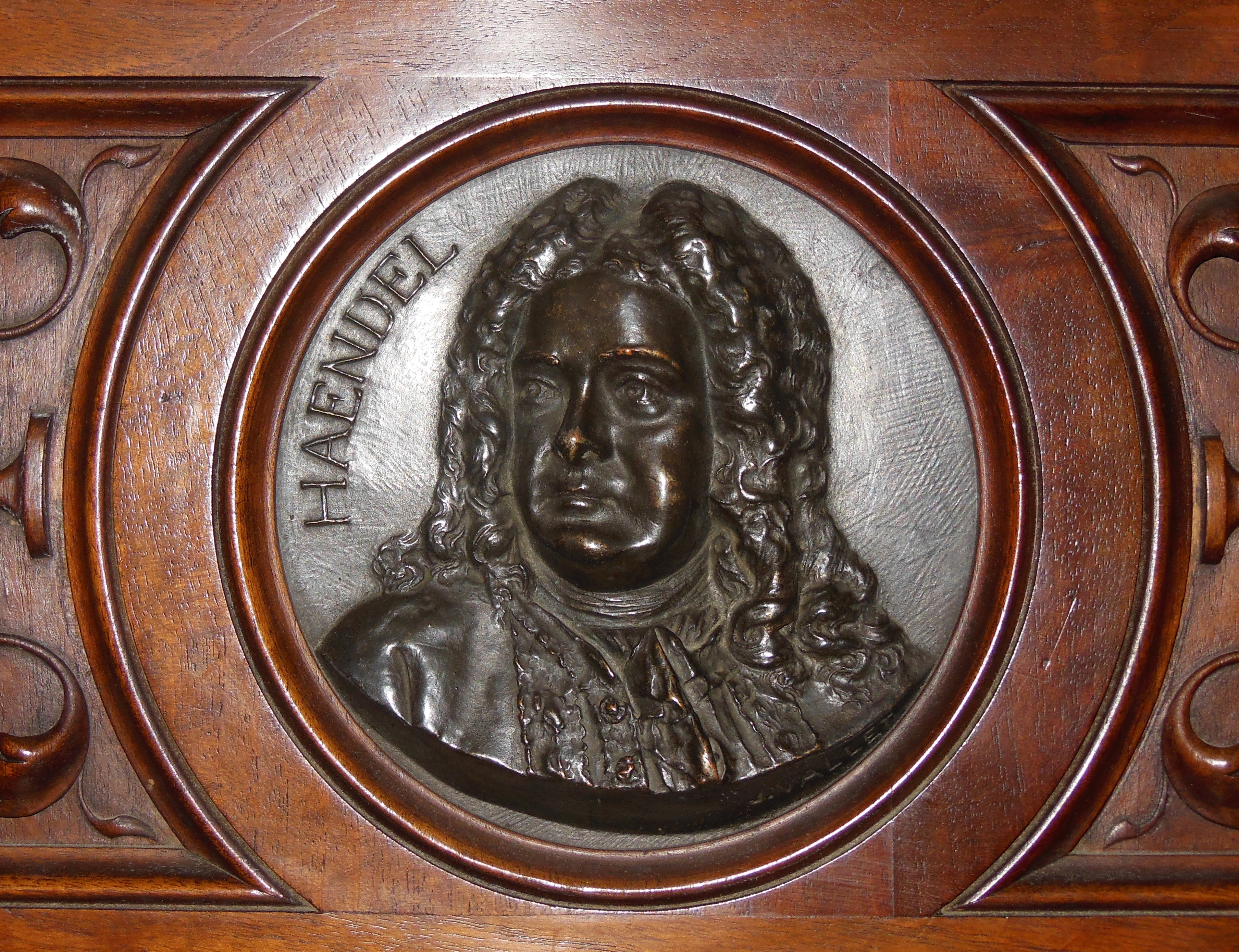
Georg Friedrich Haendel
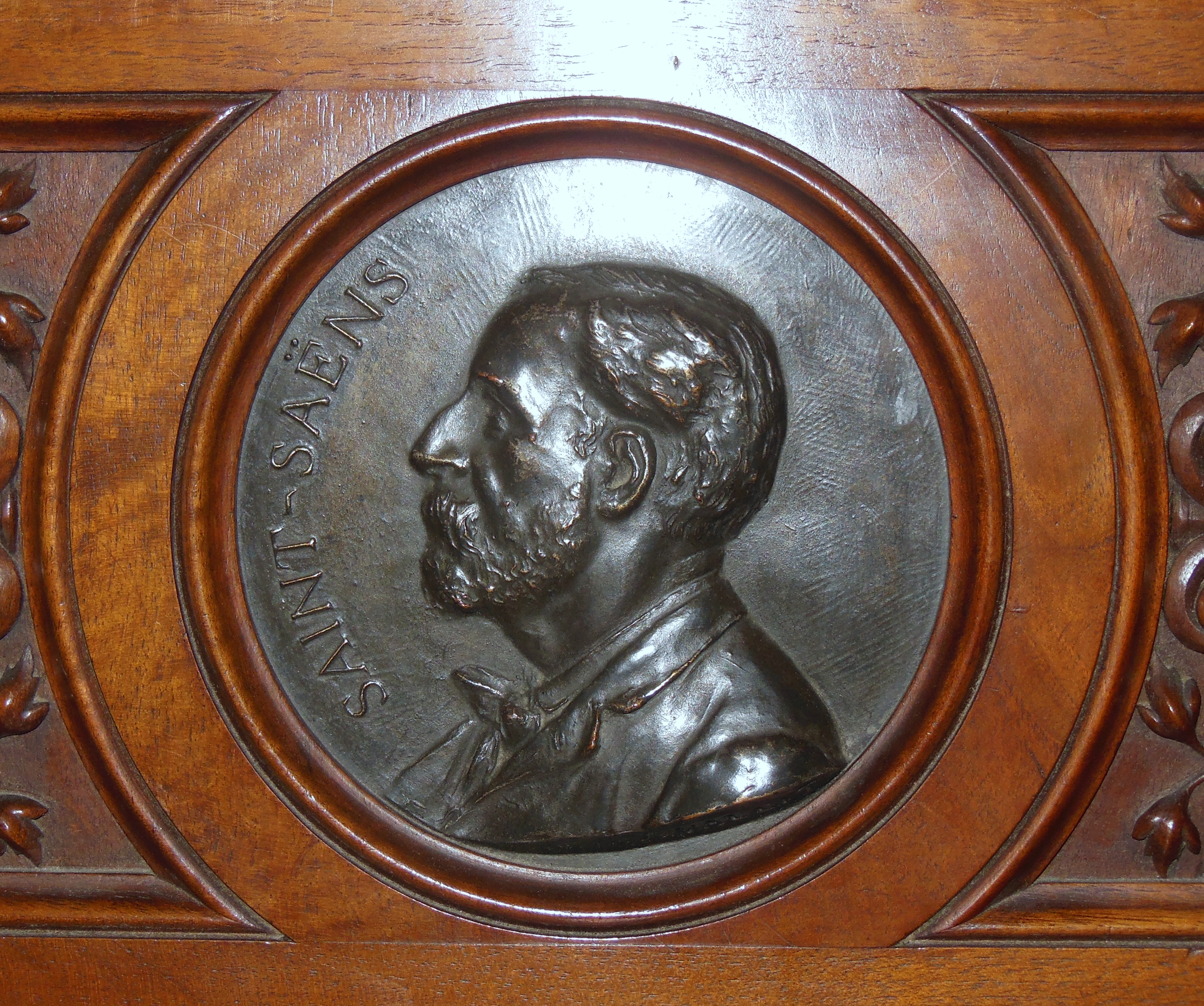
Camille Saint-Saëns